# Exploration Flight Test 1

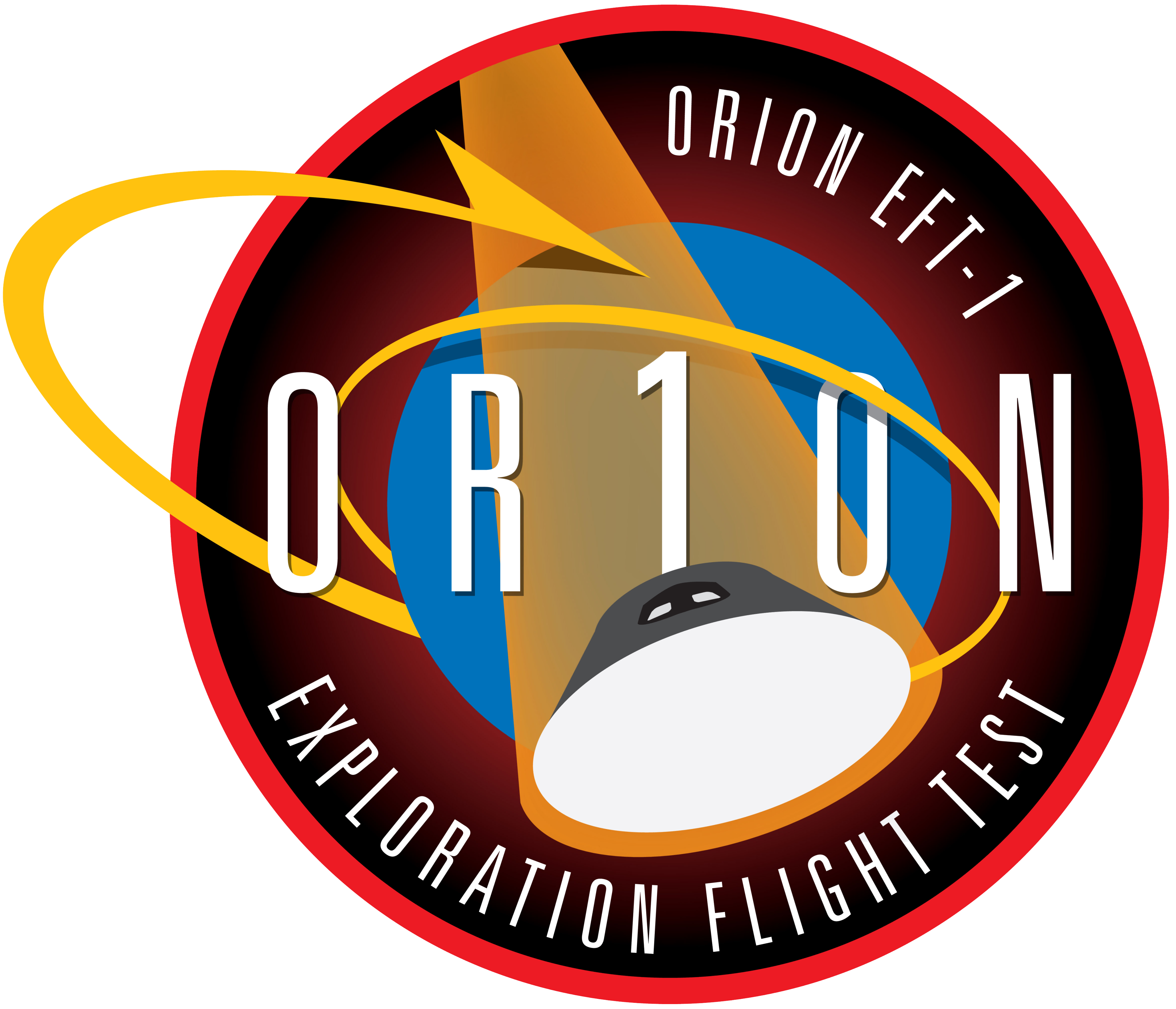
Missie insigne van EFT-1

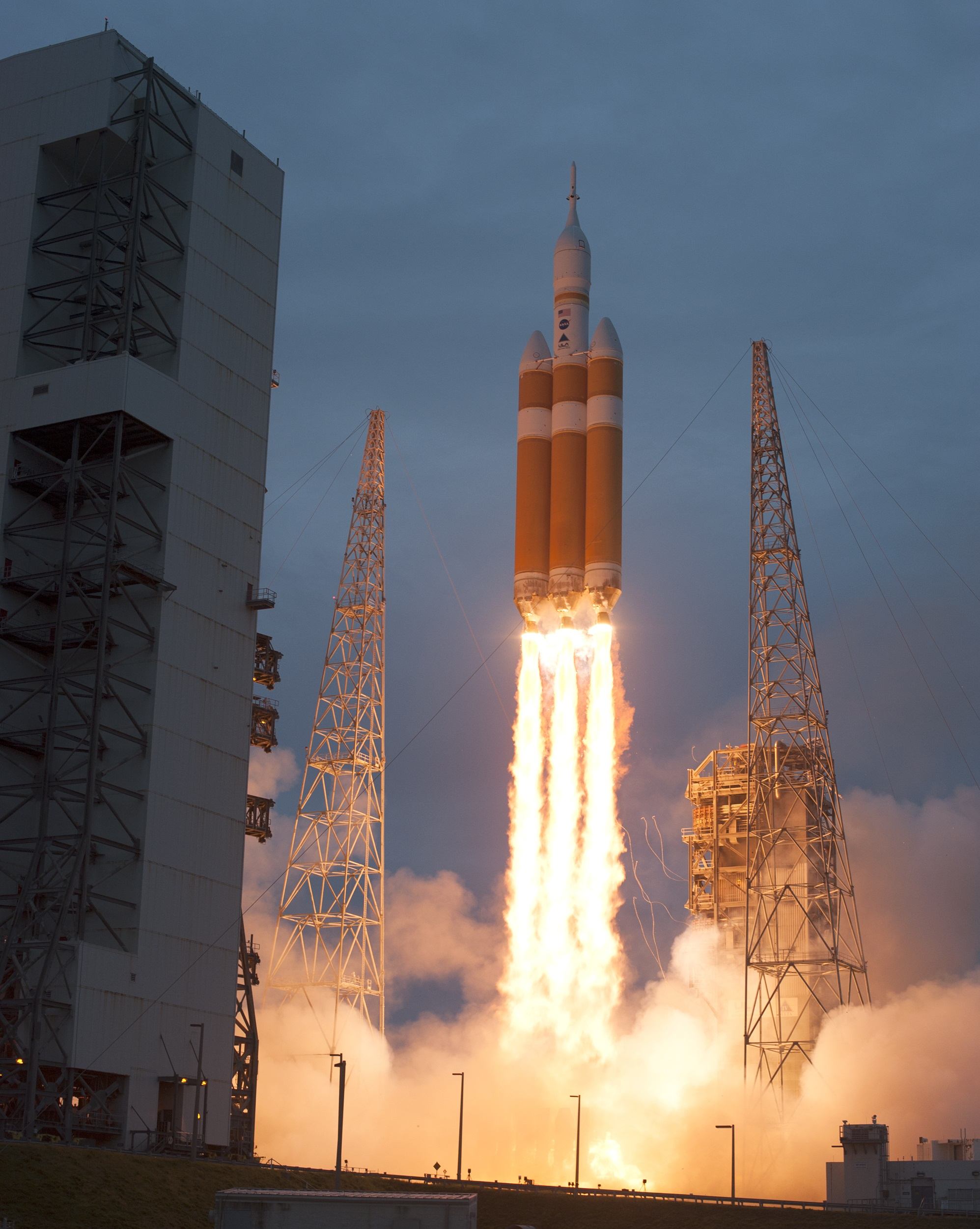
De lancering van de Delta IV Heavy met daarop de Orion Capsule voor EFT-1

Exploration Flight Test 1 (EFT-1) was de eerste succesvolle onbemande testvlucht van een Orion-ruimtecapsule. De vlucht vond plaats op 5 december 2014 vanaf Lanceercomplex 37B van het Cape Canaveral Air Force Station. Als draagraket werd een Delta IV Heavy van United Launch Alliance gebruikt. De Delta IV Heavy was op dat moment de krachtigste actieve raket op de markt. De vlucht kan met terugwerkende kracht worden beschouwd als de eerste lancering voor het Artemisprogramma dat pas zo'n vijf jaar later officieel werd opgestart en sterk op de Orioncapsule leunt.

## De vlucht
Het plan was om op 4 december 2014 een eerste onbemande testvlucht met de Orion-capsule te maken. De lancering werd tot vier keer uitgesteld. De eerste keer dook er een onbekend schip in de buurt van de lanceerbasis op. De twee keren daarop stond er te veel wind. De laatste keer had de vluchtleiding een probleem in een van de brandstoftanks gevonden, dat niet op tijd kon worden opgelost.
De vlucht heeft uiteindelijk plaatsgevonden op 5 december 2014. De ruimtecapsule cirkelde tweemaal rond de Aarde, waarbij in de tweede ronde naar een hoogte van bijna 5.790 kilometer werd geklommen, met als doel tweemaal de binnenste Van Allen-gordel te doorkruisen, waardoor alle systemen hun straling-bestendigheid aantoonden en vervolgens terug te keren met een snelheid die tachtig procent van de terugkeersnelheid van een maan-of-marsmissie bedroeg (20.000 km/u). Dit opdat het hitteschild en de parachutes zich konden bewijzen.

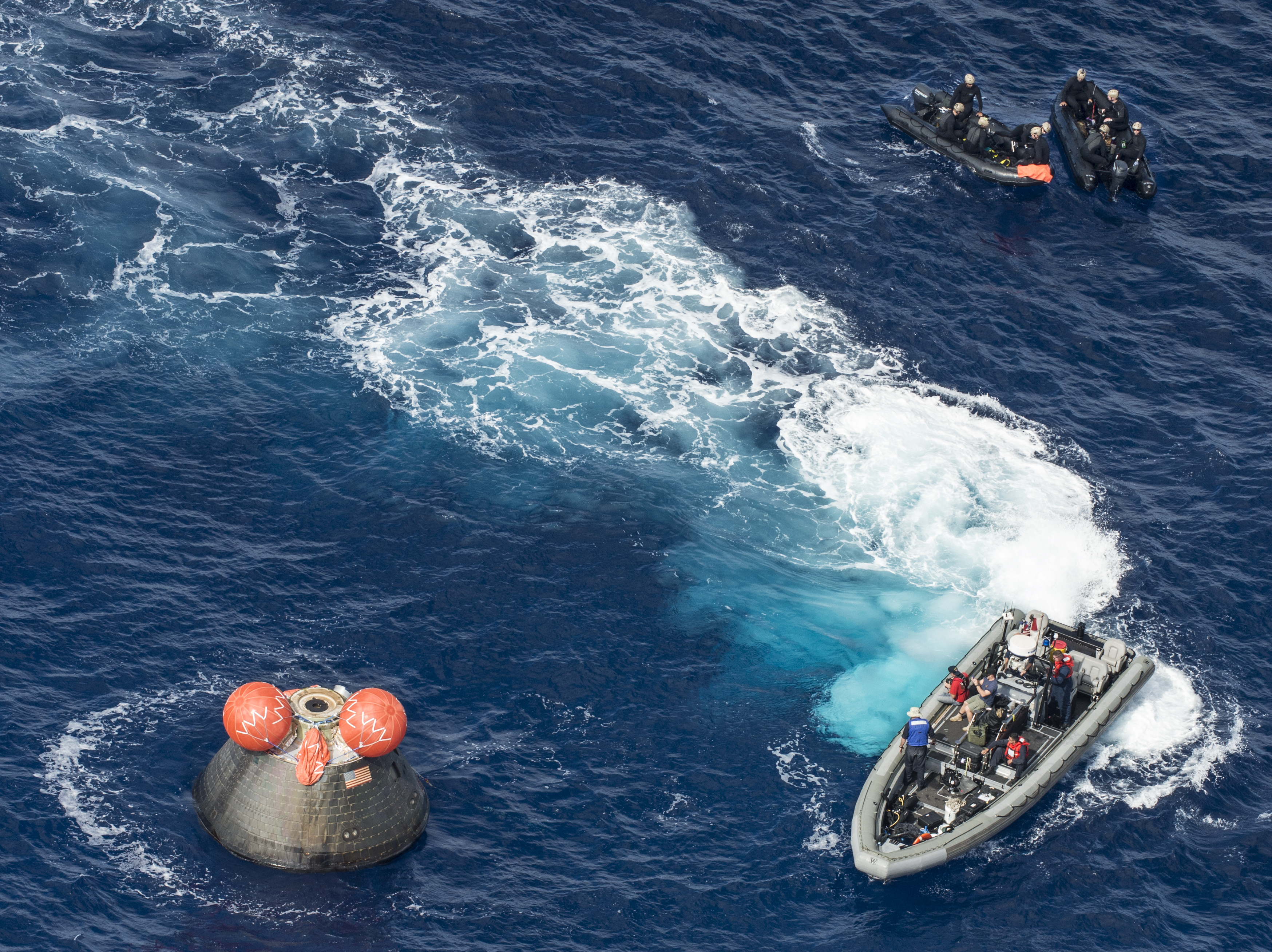

Na een vlucht van ongeveer 4 uur landde Orion in de Grote Oceaan. Het enige aan EFT-1 wat niet volgens plan ging, was dat een van de drijfballonnen na de landing in zee niet uitklapte. De ruimtecapsule werd geborgen door de USS Anchorage.

## Voertuig
De bouw van de Orion-capsule voor EFT-1 begon in 2011. Ze werd door Lockheed Martin grotendeels geconstrueerd in NASA’s Michoud Assembly Facillity in New Orleans waarna deze op het Kennedy Space Center in Florida werd afgebouwd en vlucht klaargemaakt.
De testcapsule die voor EFT-1 werd gebruikt wijkt op een aantal punten af van latere versies. Zo was deze capsuleconstructie zwaarder, omdat hij dan goedkoper te construeren was. Doordat er geen mensen, stoelen en lifesupport-systemen aan boord waren was de totale massa (10.387 kg) toch gelijk.
Verder was er nog geen volwaardige servicemodule voor Orion, maar werd de tweede trap van de Delta IV Heavy als voortstuwingsmodule aangevuld met accu's gebruikt omdat er geen lifesupport-systemen nodig waren en de vlucht maar vier uur in beslag zou nemen.
Aan boord van de Orion waren de lievelingsvoorwerpen van verschillende Sesame Street-karakters waaronder Ernies rubber eendje. En voorafgaand aan de vlucht had Elmo, die voor de gelegenheid een astronautenpak droeg, gesprekken met NASA-astronauten en medewerkers. Dit maakte deel uit van de NASA-campagne om de ruimtevaart bij jonge kinderen onder de aandacht te brengen.

## Trivia
- Beelden van de lancering werden ook gebruikt in de film The Martian
- Het zou nog acht jaar duren tot er weer Orion zou worden gelanceerd. In de live uitzending van NASA werd beweerd dat de volgende vlucht al in 2016 zou zijn.
- Orion 001 wordt[(sinds) wanneer?] tentoongesteld in het bezoekerscentrum van Kennedy Space Center.